# Nepalkanchia pluviosilvestris
Nepalkanchia pluviosilvestris is een hooiwagen uit de familie Sclerosomatidae.